# Железопътна спирка
Железопътната спирка е участък от железопътна линия, предназначен за спиране на влакове за качване и слизане на пътници. Не е задължително да се осигурява продажба на билети за пътуване. Някои от тях играят ролята на разделни постове по жп линията.
За разлика от железопътната гара спирката няма жп стрелки (жп коловозоразклонения), поради което не може да се използва на единична железопътна линия за пропускане на движещи се в същата посока следващи по ред жп превозни средства или на влакове, идващи откъм срещуположни направления . Спирката не разполага също и със специални съоръжения за товарене и разтоварване на товари.
Обикновено спирките са оборудвани с перони, облекчаващи достъпа на пътниците до влаковете. Те често разполагат със сграда със служебно помещение, с чакалня или поне навес за чакащите.